# 2008 год в кино
В данной статье представлены списки топ-10 самых кассовых фильмов года, самих фильмов, вышедших в течение года и наград, полученных фильмами за 2008 год.

## Лидеры проката
Ниже приведена сводная таблица лидеров проката во всём мире. Для каждого из них также в отдельности уточняются кассовые сборы в России, США/Канаде, Великобритании и Австралии. В таблицу включены только фильмы, вышедшие в прокат с 1 января по 31 декабря 2008 года.
| #  | Название                                        | Студия               | Сборы          | Сборы       | Сборы        | Сборы          | Сборы       |
| #  | Название                                        | Студия               | Мировые        | Россия      | США/Канада   | Великобритания | Австралия   |
| 1  | Тёмный рыцарь                                   | Warner Bros.         | $1 004 934 033 | $8 589 052  | $535 234 033 | $89 066 002    | $39 880 001 |
| 2  | Индиана Джонс и Королевство хрустального черепа | Paramount Pictures   | $786 636 033   | $16 876 135 | $317 101 110 | $79 283 312    | $27 981 873 |
| 3  | Кунг-фу панда                                   | DreamWorks           | $631 744 560   | $20 579 860 | $215 434 591 | $39 405 501    | $24 764 811 |
| 4  | Хэнкок                                          | Columbia Pictures    | $624 386 746   | $26 059 966 | $227 946 274 | $49 170 891    | $19 636 856 |
| 5  | Мамма Mia!                                      | Universal Studios    | $609 881 238   | $9 154 262  | $144 130 063 | $132 342 643   | $29 287 466 |
| 6  | Мадагаскар 2                                    | DreamWorks           | $603 900 354   | $40 665 152 | $180 010 950 | $35 471 617    | $15 093 421 |
| 7  | Квант милосердия                                | Columbia Pictures    | $586 090 727   | $18 054 093 | $168 368 427 | $80 805 643    | $20 645 336 |
| 8  | Железный человек                                | Paramount Pictures   | $585 174 222   | $9 386 135  | $318 412 101 | $33 822 889    | $18 880 106 |
| 9  | ВАЛЛ-И                                          | Walt Disney Pictures | $533 281 433   | $11 694 482 | $223 808 164 | $41 215 600    | $14 165 390 |
| 10 | Хроники Нарнии: Принц Каспиан                   | Walt Disney Pictures | $419 665 568   | $14 770 821 | $141 621 490 | $21 581 030    | $13 181 570 |

Подробные списки кассовых сборов фильмов в 2008 году:
- Во всемирном прокате: http://boxofficemojo.com/yearly/chart/?view2=worldwide&yr=2008&p=.htm
- В США и Канаде: http://boxofficemojo.com/yearly/chart/?yr=2008&p=.htm
- В Великобритании: http://www.boxofficemojo.com/intl/uk/
- В Австралии: http://www.boxofficemojo.com/intl/australia/

### Лидеры российского проката
| #  | Русское название                                | Оригинальное название                              | Дистрибьютор | Сборы       |
| 1  | Мадагаскар 2                                    | Madagascar: Escape 2 Africa                        | UPI          | $40 807 300 |
| 2  | Адмиралъ                                        | -                                                  | Фокс         | $33 700 000 |
| 3  | Мумия: Гробница Императора Драконов             | The Mummy: Tomb of the Dragon Emperor              | UPI          | $27 790 000 |
| 4  | Самый лучший фильм                              | -                                                  | Каропрокат   | $27 588 000 |
| 5  | Особо опасен                                    | Wanted                                             | UPI          | $26 300 300 |
| 6  | Хэнкок                                          | Hancock                                            | BVSPR        | $25 983 500 |
| 7  | Кунг-фу панда                                   | Kung Fu Panda                                      | UPI          | $20 879 000 |
| 8  | Квант милосердия                                | Quantum of Solace                                  | BVSPR        | $18 109 200 |
| 9  | Любовь-морковь 2                                | -                                                  | Каропрокат   | $18 094 044 |
| 10 | Индиана Джонс и Королевство хрустального черепа | Indiana Jones and the Kingdom of the Crystal Skull | UPI          | $17 043 000 |

## Фильмы

### Зарубежные фильмы, демонстрировавшиеся в России в 2008 году

#### Январь
- 10 января 
  - «Миллион лет до нашей эры 2»
  - «Наркоз»
  - «Чужие против Хищника: Реквием»
- 17 января — «Искупление»
- 18 января — «Монстро»
- 24 января — «Рэмбо IV»
- 30 января — «Астерикс на Олимпийских играх»
- 31 января 
  - «Охота Ханта»
  - «Старикам тут не место»

#### Февраль
- 7 февраля — «Я — легенда»
- 14 февраля 
  - «P.S. Я люблю тебя»
  - «Телепорт»
- 21 февраля 
  - «Глаз»
  - «Знакомство со спартанцами»
  - «Майкл Клейтон»
- 28 февраля 
  - «Джуно»
  - «Нефть»
  - «Один пропущенный звонок»
  - «Скафандр и бабочка»
  - «Шаг вперёд 2: Улицы»
  - «Точка обстрела»
  - «Приют»

#### Март
- 6 марта 
  - «Территория девственниц»
  - «Ещё одна из рода Болейн»
  - «Мой домашний динозавр»
  - «Любовь во время холеры»
  - «Пока не сыграл в ящик»
- 13 марта 
  - «10 000 лет до нашей эры»
  - «Хортон»
- 20 марта 
  - «27 свадеб»
  - «Спайдервик: Хроники»
  - «Охотники на драконов»
  - «Железнодорожный роман»
  - «Моя девушка — киборг»
- 27 марта 
  - «Супергеройское кино»
  - «Судный день»
  - «Ограбление на Бейкер-Стрит»
  - «Сыщик» (ограниченным тиражом)

#### Апрель
- 3 апреля 
  - «Золото дураков»
  - «Фантомы»
  - «Дневники мертвецов»
- 10 апреля 
  - «Суини Тодд, демон-парикмахер с Флит-стрит»
  - «Блондинка и блондинка»
  - «Школа выживания»
- 17 апреля 
  - «Двадцать одно»
  - «Короли улиц»
  - «Руины»
- 24 апреля 
  - «Запретное царство»
  - «Список контактов»
  - «Снежный человек»

#### Май
- 1 мая 
  - «Железный человек»
  - «Остров Ним»
- 8 мая — «Однажды в Вегасе»
- 15 мая — «Хроники Нарнии: Принц Каспиан»
- 22 мая — «Индиана Джонс и Королевство хрустального черепа»
- 24 мая — «Классный мюзикл» (телепремьера в России)
- 29 мая — «Спиди Гонщик»

#### Июнь
- 5 июня 
  - «Кунг-фу панда»
  - «Новый парень моей мамы»
  - «Бугимен 2»
- 12 июня 
  - «Невероятный Халк»
  - «Явление»
  - «Большой Стэн»
  - «Вальс с Баширом»
- 14 июня — «Классный мюзикл: Каникулы» (телепремьера в России)
- 19 июня 
  - «Секс в большом городе»
  - «Не шутите с Зоханом»
  - «Адский бункер»
- 26 июня — «Особо опасен»

#### Июль
- 3 июля — «ВАЛЛ-И»
- 10 июля 
  - «Хэнкок»
  - «Знакомьтесь: Дэйв»
- 17 июля — «Хеллбой 2: Золотая армия»
- 24 июля — «Секретные материалы: Хочу верить»
- 31 июля — «Мумия: Гробница императора драконов»

#### Август
- 14 августа 
  - «Тёмный рыцарь»
  - «Переполох в Гималаях»
- 28 августа — «Вавилон нашей эры»

#### Сентябрь
- 4 сентября — «На краю рая» (в России)
- 18 сентября — «Заложница»
- 25 сентября 
  - «На крючке»
  - «Мамма Mia!»

#### Октябрь
- 2 октября — «Пингвинёнок Джаспер: Путешествие на край света»
- 9 октября — «Звёздные войны: Войны клонов»
- 15 октября — «Макс Пэйн»
- 23 октября — «Кошмар перед Рождеством»
- 30 октября 
  - «Пила 5»
  - «Мадагаскар 2»

#### Ноябрь
- 7 ноября — «Квант милосердия»
- 16 ноября — «Вольт»

#### Декабрь
- 10 декабря — «Ип Ман» (в Пекине)
- 11 декабря — «День, когда Земля остановилась»
- 25 декабря 
  - «Операция „Валькирия“» (в США)
  - «Загадочная история Бенджамина Баттона» (в США)

### Отечественные фильмы и мультфильмы постсоветских республик

#### РФ

##### Январь
- 10 января — «Контракт на любовь»
- 17 января — «После жизни»
- 24 января — «Самый лучший фильм»

##### Февраль
- 7 февраля — «Монтана»
- 14 февраля — «Качели»
- 14 февраля — «Исчезнувшая империя»
- 14 февраля — «Московский жиголо»
- 21 февраля — «Мы из будущего»
- 21 февраля — «Игра слов: Переводчица олигарха»
- 21 февраля — «Зелёный театр в Земфире»
- 21 февраля — «Бабка-Ёжка и другие»

##### Март
- 6 марта — «Георг»
- 6 марта — «Стритрейсеры»
- 6 марта — «Всё могут короли»
- 20 марта — «День радио»
- 26 марта — «Индиго»

##### Апрель
- 3 апреля — «Открытое пространство»
- 17 апреля — «Господа офицеры: спасти императора»
- 17 апреля — «Реальный папа»
- 24 апреля — «Блаженная»

##### Май
- 1 мая — «Александр. Невская битва»
- 8 мая — «Медвежья охота»
- 22 мая — «Розыгрыш»
- 29 мая — «Игра»
- 29 мая — «Гора самоцветов 3»

##### Июнь
- 19 июня — «Муха»
- 26 июня — «Живи и помни»

##### Июль
- 3 июля — «День Д»
- 3 июля — «Нирвана»
- 10 июля — «Холодное солнце»
- 17 июля — «Догнать брюнетку»
- 17 июля — «Сайд-степ»
- 17 июля — «Шультес»
- 31 июля — «Второе дыхание»

##### Август
- 7 августа — «Русичи»
- 14 августа — «Закрытые пространства»
- 14 августа — «Однажды в провинции»
- 21 августа — «Мираж»
- 21 августа — «Плюс один»
- 28 августа — «Новая земля»
- 28 августа — «Мальтийский крест»

##### Сентябрь
- 4 сентября — «2-Асса-2»
- 4 сентября — «С. С. Д.»
- 11 сентября — «Новые приключения Бабки Ёжки»
- 18 сентября — «Гитлер капут!»
- 18 сентября — «Каменная башка»
- 25 сентября — «По велению Чингисхана»

##### Октябрь
- 2 октября — «Платон»
- 9 октября — «Адмиралъ»
- 9 октября — «Тот, кто гасит свет»
- 12 октября — «Отцы и дети»
- 16 октября — «Непобедимый»
- 23 октября — «Приключения Алёнушки и Ерёмы»
- 23 октября — «Все умрут, а я останусь»
- 30 октября — «Антисекс»

##### Ноябрь
- 9 ноября — «Технология»
- 13 ноября — «Бумажный солдат»
- 13 ноября — «Домовой»
- 13 ноября — «Чужие»
- 20 ноября — «Очень русский детектив»
- 27 ноября — «Морфий»

##### Декабрь
- 4 декабря — «Тариф „Новогодний“»
- 25 декабря — «Любовь-морковь 2»
- 25 декабря — «Стиляги»
- 25 декабря — «Новогодняя засада»

#### Фильмы совместных производителей

##### Двух и более стран

###### Апрель
- 3 апреля — «Форсаж да Винчи» (США-РФ)

###### Май
- 8 мая — «Красный жемчуг любви» (РФ-Украина)

###### Сентябрь
- 11 сентября — «Пленный» (РФ-Болгария)

## Телесериалы

### Российские сериалы
- Взрослые игры (продолжение сериала Мачеха)
- Жаркий лёд
- Универ
- Глухарь
- Ранетки

## Лидеры проката

### Лидеры российского проката
- Список лидеров кинопроката России и СНГ 2008 года

### Лидеры проката США
- Список лидеров кинопроката США 2008 года

## Награды

### Critics' Choice Movie Awards
13-я церемония вручения наград премии Critics' Choice Movie Awards Ассоциацией телекинокритиков США и Канады прошла 7 января 2008 года.
- Лучший фильм (драма): «Старикам тут не место»
- Лучший фильм (комедия): «Джуно»
- Лучший режиссёр: Итан и Джоэл Коэны — «Старикам тут не место»
- Лучшая мужская роль: Дэниэл Дэй-Льюис — «Нефть»
- Лучшая женская роль: Джули Кристи — «Вдали от неё»
- Лучшая мужская роль второго плана: Хавьер Бардем — «Старикам тут не место»
- Лучшая женская роль второго плана: Эми Райан — «Прощай, детка, прощай»
- Лучший(-ая) молодой (-ая) актёр/актриса: Ахмад Кхан Махмидзада — «Бегущий за ветром»
- Лучший актёрский состав: «Лак для волос»
- Лучший сценарий: Диабло Коуди — «Джуно»
- Лучший анимационный фильм: «Рататуй»
- Лучший фильм на иностранном языке: «Скафандр и бабочка» (Франция, США)

### Премия «Золотой глобус»
65-я церемония вручения наград американской премии «Золотой глобус» за заслуги в области кино и телевидения за 2007 год должна была состояться 13 января 2008 года, однако из-за забастовки Гильдии сценаристов США церемония не проводилась. Победители были объявлены на следующей день в рамках пресс-конференции в Лос-Анджелесе.
- Лучший фильм (драма): «Искупление»
- Лучший фильм (комедия или мюзикл): «Суини Тодд, демон-парикмахер с Флит-стрит»
- Лучший режиссёр: Джулиан Шнабель — «Скафандр и бабочка»
- Лучшая мужская роль (драма): Дэниэл Дэй-Льюис — «Нефть»
- Лучшая женская роль (драма): Джули Кристи — «Вдали от неё»
- Лучшая мужская роль (комедия или мюзикл): Джонни Депп — «Суини Тодд, демон-парикмахер с Флит-стрит»
- Лучшая женская роль (комедия или мюзикл): Марион Котийяр — «Жизнь в розовом цвете»
- Лучшая мужская роль второго плана: Хавьер Бардем — «Старикам тут не место»
- Лучшая женская роль второго плана: Кейт Бланшетт — «Меня там нет»
- Лучший сценарий: Итан и Джоэль Коэны, Кормак МакКартни— «Старикам тут не место»
- Лучший анимационный фильм: «Рататуй»
- Лучший фильм на иностранном языке: «Скафандр и бабочка» (Франция, США)

### Кинофестиваль «Сандэнс»
Кинофестиваль «Сандэнс-2008» прошёл с 17 по 27 января 2008 года в городе Парк-Сити, штат Юта, США.
- Лучший американский художественный фильм: «Замерзшая река»
- Лучший зарубежный художественный фильм: «Король пинг-понга» (Швеция)
- Лучший американский документальный фильм: «Мутная вода»
- Лучший зарубежный документальный фильм: «Канатоходец» (Великобритания, США)

### Премия «Золотой орёл»
6-я церемония вручения наград премии «Золотой орёл» состоялась 25 января 2008 года в первом павильоне киноконцерна «Мосфильм».
- Лучший игровой фильм: «12»
- Лучший неигровой фильм: «Рождённые в СССР. 21 год»
- Лучший анимационный фильм: «Гора самоцветов 3»
- Лучшая режиссёрская работа: Никита Михалков за работу над фильмом «12»
- Лучший сценарий: Алексей Попогребский за сценарий к фильму "Простые вещи"
- Лучшая мужская роль: Никита Михалков, Сергей Маковецкий, Сергей Гармаш, Алексей Петренко, Валентин Гафт, Юрий Стоянов, Михаил Ефремов, Сергей Газаров, Виктор Вержбицкий, Алексей Горбунов, Роман Мадянов, Сергей Арцибашев за роль в фильме «12»
- Лучшая женская роль: Евгения Добровольская за роль в фильме «Артистка»
- Лучшая мужская роль второго плана: Александр Абдулов за роль в фильме «Артистка»
- Лучшая женская роль второго плана: Мария Аронова за роль в фильме «Артистка»
- Лучший зарубежный фильм в российском прокате: «Королева» (Великобритания,США, Франция, Италия)

### Премия гильдия режиссёров Америки
60-я церемония вручения премий Американской гильдии режиссёров за заслуги в области кинематографа и телевидения за 2007 год состоялась 26 января 2008 года в Лос-Анджелесе.
- Лучший фильм: «Старикам тут не место», реж. Итан и Джоэль Коэны
- Лучший документальный фильм: «Ghosts of CIte Soleil», реж. Асгер Лет

### Премия Гильдии киноактёров США
14-я церемония вручения премии Гильдии киноактёров США за заслуги в области кинематографа и телевидения за 2007 год состоялась 27 января 2008 года в Лос-Анджелесе.
- Лучшая мужская роль: Дэниэл Дэй-Льюис — «Нефть»
- Лучшая женская роль: Джули Кристи — «Вдали от неё»
- Лучшая мужская роль второго плана: Хавьер Бардем — «Старикам тут не место»
- Лучшая женская роль второго плана: Руби Ди — «Гангстер»
- Лучший актёрский состав: «Старикам тут не место»
- Лучший каскадёрский состав: «Ультиматум Борна»

### Берлинский кинофестиваль
58-й Берлинский международный кинофестиваль проходил с 7 по 17 февраля 2008 года Берлине, Германия. В основной конкурс вошла 21 лента. Жюри основного конкурса возглавлял греческий и французский режиссёр и сценарист Коста-Гаврас.
- Золотой медведь: «Элитный отряд», реж. Жозе Падилья (Бразилия, Аргентина, США, Нидерланды)
- Гран-при жюри (Серебряный медведь): «Стандартная процедура», реж. Эррол Моррис (США)
- Серебряный медведь за лучшую режиссёрскую работу: Пол Томас Андерсон, «Нефть» (США)
- Серебряный медведь за лучшую мужскую роль: Мухаммад Амир Наджи за «Песня соловьёв» (Иран)
- Серебряный медведь за лучшую женскую роль: Салли Хокинс за «Беззаботная» (Великобритания)
- Серебряный медведь за лучший сценарий: Ван Сяошуай за «Вера в любовь» (Китай)

### Премия BAFTA
61-я церемония вручения наград британской премии «BAFTA» состоялась 10 февраля 2008 года в Королевском театре Ковент-Гарден в Лондоне, Великобритания.
- Лучший фильм: «Искупление»
- Лучший британский фильм: «Это Англия»
- Лучший фильм на иностранном языке: «Жизнь других» (Германия)
- Лучший режиссёр: Итан и Джоэл Коэны — «Старикам тут не место»
- Лучшая мужская роль: Дэниэл Дэй-Льюис — «Нефть»
- Лучшая женская роль: Марион Котийяр — «Жизнь в розовом цвете»
- Лучшая мужская роль второго плана: Хавьер Бардем — «Старикам тут не место»
- Лучшая женская роль второго плана: Тильда Суинтон — «Майкл Клейтон»
- Лучший оригинальный сценарий: Диабло Коди — «Джуно»
- Лучший адаптированный сценарий: Рональд Харвуд— «Скафандр и бабочка»
- Лучший анимационный фильм: «Рататуй»

### Премия «Сезар»
33-я церемония вручения наград премии «Сезар» за заслуги в области французского кинематографа за 2007 год состоялась 22 февраля 2008 года в театре «Шатле» (Париж, Франция)
- Лучший фильм: «Кус-Кус и Барабулька»
- Лучший фильм на иностранном языке: «Жизнь других» (Германия)
- Лучший режиссёр: Абделатиф Кешиш — «Кус-Кус и Барабулька»
- Лучшая мужская роль: Матьё Амальрик — «Скафандр и бабочка»
- Лучшая женская роль: Марион Котийяр — «Жизнь в розовом цвете»
- Лучшая мужская роль второго плана: Сами Буажила — «Свидетели»
- Лучшая женская роль второго плана: Жюли Депардье — «Семейная тайна»
- Лучший оригинальный сценарий: Абделатиф Кешиш — «Кус-Кус и Барабулька»
- Лучший адаптированный сценарий: Маржан Сатрапи, Венсан Паронно — «Персиполис»

### Премия «Оскар»
80-я церемония вручения наград американской премии «Оскар» состоялась 24 февраля 2008 года в театре «Кодак», Лос-Анджелес, США. Ведущим церемонии был ведущий юмористического ток-шоу Джон Стюарт.
- Лучший фильм: «Старикам тут не место»
- Лучший режиссёр: Итан и Джоэл Коэны — «Старикам тут не место»
- Лучшая мужская роль: Дэниэл Дэй-Льюис — «Нефть»
- Лучшая женская роль: Марион Котийяр — «Жизнь в розовом цвете»
- Лучшая мужская роль второго плана: Хавьер Бардем — «Старикам тут не место»
- Лучшая женская роль второго плана: Тильда Суинтон — «Майкл Клейтон»
- Лучший оригинальный сценарий: Диабло Коди — «Джуно»
- Лучший адаптированный сценарий: Итан и Джоэль Коэны, Кормак МакКартни— «Старикам тут не место»
- Лучший анимационный фильм: «Рататуй»
- Лучший фильм на иностранном языке: «Фальшивомонетчики» (Австрия, Германия)

### Премия «Ника»
21-я церемония вручения наград премии «Ника» состоялась 21 марта 2008 года в Центральном академическом театре Российской армии.
- Лучший игровой фильм: «Монгол»
- Лучший фильм стран СНГ и Балтии: «Русский треугольник» (Грузия)
- Лучший неигровой фильм: «Рождённые в СССР. 21 год»
- Лучший анимационный фильм: «Снегурочка»
- Лучшая режиссёрская работа: Сергей Бодров за работу над фильмом «Монгол»
- Лучший сценарий: Алексей Попогребский за сценарий к фильму "Простые вещи"
- Лучшая мужская роль: Сергей Гармаш за роль в фильме «12»
- Лучшая женская роль: Мария Шалаева за роль в фильме «Русалка»
- Лучшая мужская роль второго плана: Леонид Броневой за роль в фильме «Простые вещи»
- Лучшая женская роль второго плана: Мария Аронова за роль в фильме «Артистка»

### Каннский кинофестиваль
61-й Каннский международный кинофестиваль проходил с 14 по 25 мая 2008 года в Каннах, Франция. В основной конкурс вошли 22 ленты. Жюри основного конкурса возглавил американский актёр и режиссёр Шон Пенн.
- Золотая пальмовая ветвь: «Класс», реж. Лоран Канте (Франция)
- Гран-при: «Гоморра», реж. Маттео Гарроне (Италия)
- Приз жюри: «Изумительный», реж. Паоло Соррентино (Италия, Франция)
- Лучший режиссёр: Нури Бильге Джейлан за «Три обезьяны» (Турция,Франция, Италия)
- Лучший сценарий: Жан-Пьер и Люк Дарденн за «Молчание Лорны» (Бельгия, Франция, Италия, Германия)
- Лучшая мужская роль: Бенисио Дель Торо за «Че: Часть первая. Аргентинец» (Франция, Испания,США)
- Лучшая женская роль: Сандра Корвелони за «Линия паса» (Бразилия)

### MTV Movie Awards
Церемония вручения кинонаград канала MTV состоялась 1 июня 2008 года в Лос-Анджелесе. Ведущим стал актёр Майк Майерс.
- Лучший фильм года: «Трансформеры»
- Лучшая мужская роль: Уилл Смит — «Я — Легенда»
- Лучшая женская роль: Эллен Пейдж — «Джуно»
- Прорыв года: Зак Эфрон — «Лак для волос»

### «Кинотавр»
19-й открытый российский кинофестиваль «Кинотавр-2008» проходил с 7 по 15 июня 2008 года в Сочи. Жюри возглавил режиссёр Павел Чухрай.
- Лучший фильм: «Шультес», реж. Бакур Бакурадзе
- Лучший режиссёр: Александр Прошкин, «Живи и помни»
- Лучшая мужская роль: Джетро Скиннер, фильм «Плюс один»
- Лучшая женская роль: Ксения Раппопорт, фильм «Юрьев день»
- Лучший сценарий: Пётр Луцик, Алексей Саморядов, фильм «Дикое поле»

### Московский международный кинофестиваль
30-й Московский международный кинофестиваль прошёл в Москве с 19 по 28 июня 2008 года. Председателем жюри основного конкурса была норвежская актриса и режиссёр Лив Ульман. В основном конкурсе участвовали 16 фильмов, в том числе — «Однажды в провинции» Кати Шагаловой, «Сад» Сергея Овчарова. Главный приз кинофестиваля, «Золотой Георгий», получил иранский фильм «Проще простого» Сейида Резы Мир-Карима.

### Премия «Сатурн»
34-я церемония вручения наград премии «Сатурн» за заслуги в области фантастики, фэнтези и фильмов ужасов состоялась 24 июня 2008 года в городе Бербанк (Калифорния, США).
- Лучший научно-фантастический фильм: «Монстро»
- Лучший фильм-фэнтези: «Зачарованная»
- Лучший фильм ужасов/триллер: «Суини Тодд, демон-парикмахер с Флит-стрит»
- Лучший приключенческий фильм/боевик: «300 спартанцев»
- Лучший полнометражный мультфильм: «Рататуй»
- Лучший иностранный фильм: «Порок на экспорт» (Великобритания, США, Канада)
- Лучший режиссёр: Зак Снайдер — «300 спартанцев»
- Лучшая мужская роль: Уилл Смит — «Я — Легенда»
- Лучшая женская роль: Эми Адамс — «Зачарованная»
- Лучшая мужская роль второго плана: Хавьер Бардем — «Старикам тут не место»
- Лучшая женская роль второго плана: Марша Гей Харден — «Мгла»
- Лучший сценарий: Брэд Бёрд — «Рататуй»

### Венецианский кинофестиваль
65-й Венецианский международный кинофестиваль проходил с 27 августа по 6 сентября 2008 года в Венеции, Италия. В основной конкурс вошла 21 лента. Жюри основного конкурса возглавлял немецкий режиссёр, сценарист, продюсер Вим Вендерс.
- Золотой лев: «Рестлер», реж. Даррен Аронофски (США)
- Серебряный лев за лучшую режиссёрскую работу: Алексей Герман мл., «Бумажный солдат» (Россия)
- Особый приз жюри: «Роса», реж. Хаиль Герима (Эфиопия,Германия, Франция)
- Золотые Озеллы за лучший сценарий: Хаиль Герима, «Роса» (Эфиопия,Германия, Франция)
- Кубок Вольпи за лучшую мужскую роль: Сильвио Орландо за роли в фильме «Папа Джованны» (Италия)
- Кубок Вольпи за лучшую женскую роль: Доминик Блан за роль в фильме «Другая» (Франция)

### Премия Европейской киноакадемии
21-я церемония континентальной премии Европейской академии кино состоялась 6 декабря 2008 года в столице Дании, Копенгагене.
- Лучший фильм: «Гоморра» (Италия)
- Лучший режиссёр: Маттео Гарроне— «Гоморра» (Италия)
- Лучший сценарий: Маурицио Брауччи, Уго Кити, Джованни Ди Грегорио, Маттео Гарроне, Массимо Гаудиозо и Роберто Савиано — «Гоморра» (Италия)
- Лучшая мужская роль: Тони Сервилло — «Изумительный» (Италия, Франция)
- Лучшая женская роль: Кристин Скотт Томас — «Я так давно тебя люблю» (Франция, Германия)
- Приз зрительских симпатий — «Гарри Поттер и Орден Феникса» (Великобритания США)

### Премия «Белый слон»
11-я церемония кинопремии Гильдии киноведов и кинокритиков России «Белый слон» прошла 25 декабря 2008 в Москве.
- Лучший фильм: «Дикое поле»
- Лучшая режиссёрская работа: Алексей Герман мл. — «Бумажный солдат»
- Лучший сценарий: Пётр Луцик, Алексей Саморядов, «Дикое поле»
- Лучший дебют: «Шультес»
- Лучший мужская роль: Олег Долин — «Дикое поле»
- Лучшая женская роль: Ксения Раппопорт — «Юрьев день»
- Лучший мужская роль второго плана: Роман Мадянов — «Дикое поле»
- Лучшая женская роль второго плана: Анна Михалкова — «Живи и помни»
- Лучший документальный фильм: «Девственность»
- Лучший анимационный фильм: «Мальчик»